# Town ’n’ Country
Town 'n' Country – miejscowość spisowa (obszar niemunicypalny) w Stanach Zjednoczonych, w stanie Floryda, w hrabstwie Hillsborough.